# Коронация византийского императора

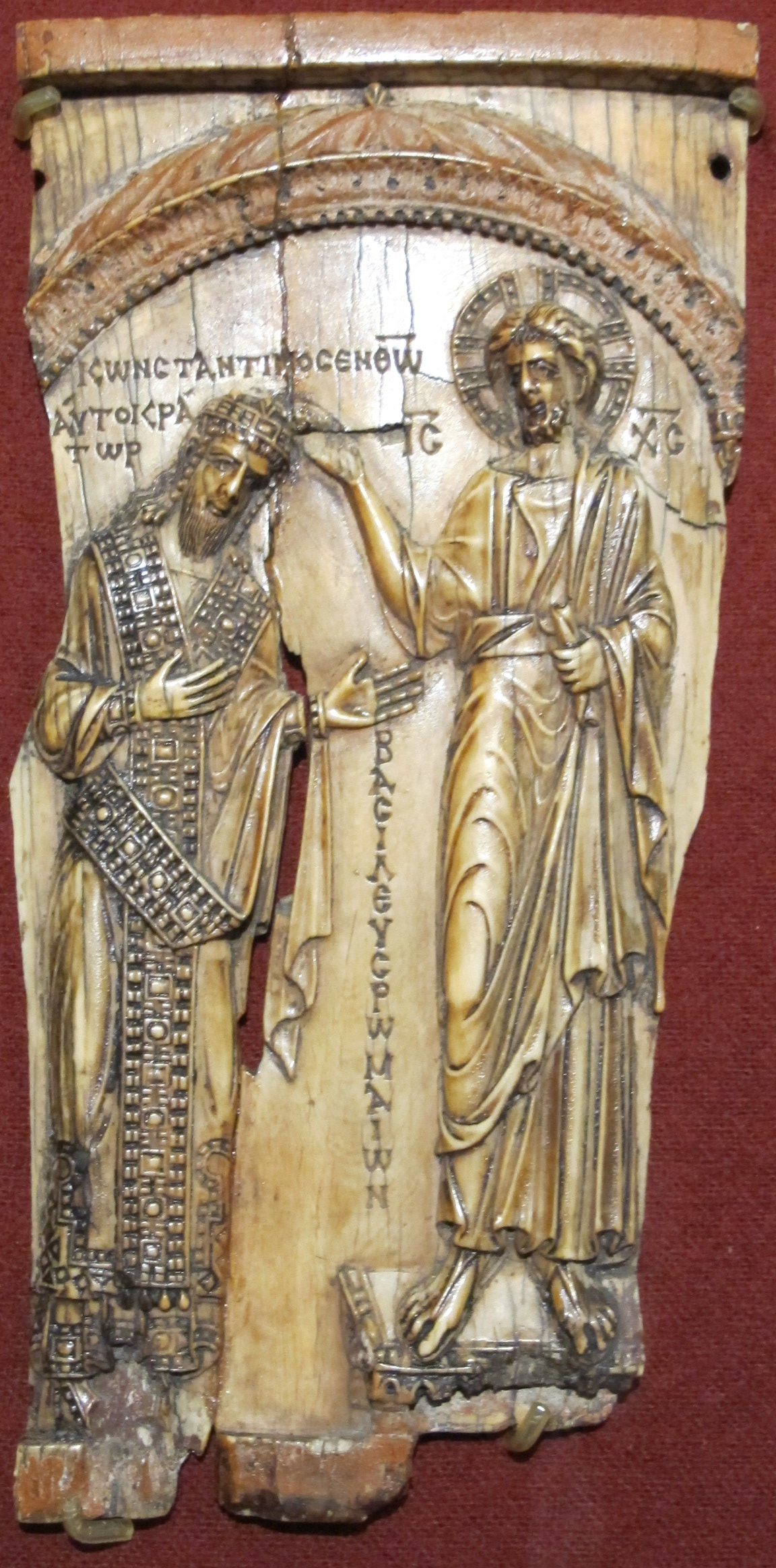
Иисус Христос коронует императора Константина VII (913—959), слоновая кость, коллекция ГМИИ им. А. С. Пушкина.

Церемония коронации византийского императора — совокупность мероприятий, сопровождавших вступление в должность византийского императора. За всю историю Византии правовые нормы, регулирующие коронацию, так и не сложились. Формы, в которых это действо проистекало, существенно отличались в разные исторические периоды. Характер мероприятий, связанных со вступлением императоров в должность, существенно менялся за тысячелетнюю историю Византии. Согласно классической работе Ханса Георга Бека «Сенат и народ Константинополя» («Senat und Volk von Konstantinopel», 1966), до середины V века империя была «солдатской», и решающую роль в провозглашении императора играла армия. В связи с этим будущему императору требовалось в результате «ритуализированных символических взаимодействий» сформировать тесную связь с войсками, обеспечив тем самым их верность. Затем первенство перешло к сенату.
Информация о коронациях императоров V—VI веков известна из не сохранившегося труда Петра Патрикия, фрагменты которого включил в свой трактат «О церемониях» императора Константина Порфирородного (913—959). Благодаря им известно, что в первые века существования Византийской империи церемония коронации носила, согласно римским традициям, светский характер. На рубеже VI и VII веков церемония переместилась из Ипподрома и дворца в церковь.
Не известно точно, когда в эту церемонию было включено помазание на царство, которое со второй половины IX века считалось на Западе необходимым условием легитимного императора. В поздний период византийской истории произошла теократизация самой царской власти, что проявилось в появлении дополнительных черт в обряде коронования.

### Римский период
В отсутствие чётких правовых норм, связанных с передачей вышей власти, существовали три основных сценария определения лица, которое должно было занять вакантную императорскую должность. Формально, основным считался сценарий, восходящий к более ранней традиции избрания императора Сенатом и народом. Также происходила передача власти по праву рождения, то есть на основе династического принципа, а также на основании усыновления. Последний способ существовал в Римской империи начиная с императоров Нервы и Траяна. Способ назначения наследника без усыновления, восходящий к системе Тетрархии, также имел распространение в Византии. Наряду с монархической сохранялась, как минимум формально, идея аристократической формы правления. Такая двойственность приводила к ряду сложностей во взаимоотношениях гражданской и военной властей. Попыткой предупредить возникновение конфликтов был принцип, согласно которому никакой полководец не мог пересечь священные границы Рима вместе со своей армией, кроме как для участия в своём триумфе. Соответственно, возложение высшей власти и награждение за заслуги осуществлялось согласно волеизъявлению римского народа и сената. Практически, однако, император мог быть избран за пределами Рима армией, без участия гражданских властей. После этого необходимо было достичь консенсуса между всеми силами римского общества. Ознаменованием его достижения служила церемония торжественного вступления императора в город. Константин Великий (306—337) вернулся к династическому принципу, который в дальнейшем стал основным. С христианизацией империи сложилась политическая теология, подчёркивающая тесную связь императора с Богом и, соответственно, передачу власти как богоизбранности.
Участие армии во вступлении императоров на престол становится заметным уже в эпоху Юлиев-Клавдиев. В рамках существовавшей тогда системы формальная передача власти была невозможна, и будущий император стремился сделать свою кандидатуру безальтернативной. С этой точки зрения провозглашение императора армией в форме аккламации давало дополнительное преимущество. Начиная с правления Октавиана Августа и до 235 года каждый император, продержавшийся у власти более года получил как минимум одну аккламацию. Первоначально такой чести удостаивался полководец на поле боя после крупной победы. С течением времени связь аккламаций с военными достижениями уменьшалась, трансформируясь в почести, предоставляемые по политическим причинам. Для того, чтобы обезопасить своё положение, правящий император стремился получить больше аккламаций, чем любой из потенциальных наследников. Политическое значение церемонии подчёркивалось тем фактом, что начиная с Калигулы аккламация стала частью церемонии восшествия на престол. Тогда же в обычай вошло обращение к Преторианской гвардии и, после получения одобрения от неё, провозглашение себя императором. С правления Веспасиана аккламации учитывались в титуле: imperator II после второй и так далее. До 235 года передача власти происходила, как правило в Риме, поэтому большинство императоров довольствовались при восшествии на престол аккламацией римского гарнизона. В ранний период инаугурационная аккламация, видимо, не имела строго церемониала, и происходила вместе с прочими элементами торжеств — adlocutio, обещание донатива и произношение sacramentum. С наступлением «кризиса III века» возросла важность аккламаций, поскольку теперь они чаще происходили за пределами Рима с участием крупных воинских формирований и в большей степени должны были отражать согласие армии (consensus militum). Вместе с тем единый церемониал так и не сложился, и формализация процедуры восшествия на престол началась только в период Тетрархии.

## Историческое развитие

### Формирование церемониала

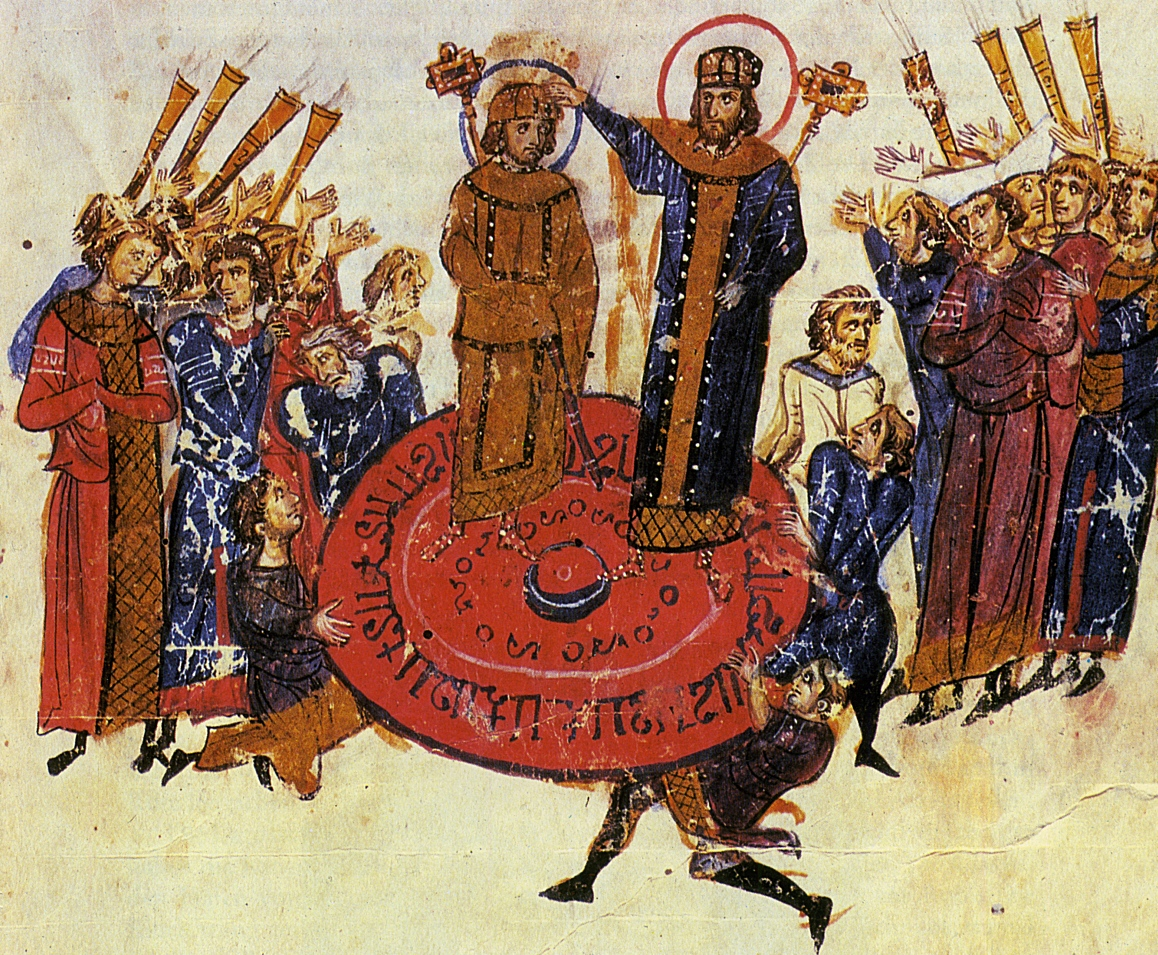
Поднятие на щите коронуемого императора. Миниатюра из Мадридской рукописи хроники Иоанна Скилицы.

С правления Диоклетиана, положившего конец периоду смут, начинается движение к фиксации церемониала вступления на престол. Первое подробное описание императорской аккламации в новых условиях приводит христианский писатель Лактанций («О смертях гонителей», XIX), рассказывая о том, как в 305 году Диоклетиан и Максимиан формально ушли на покой, а Максимин Дайя и Флавий Север были провозглашены цезарями. Существенно, что церемония описана прежде всего как число военная — «было созвано собрание воинов», на котором присутствовали «воины, находившиеся при дворце, а также старшие из воинов, избранные и отозванные из легионов». Участие специально созванных представителей легионов подчёркивает важность презентации армии принятого Диоклетианом решения. Новым элементом стало возложение императором на преемника снятой с себя «порфиры». Тут, вероятно, имеется в виду воинский плащ-палудаментум, передача которого символизировала существовавшую в идеологии Тетрархии связь членства в коллегии правителей с военной доблестью. Своим жестом, совершаемым перед войсками, Диоклетиан подчёркивал сохранение consensus militum для изменившегося состава коллегии.
Дальнейшее развитие церемония аккламации получила в правление династии Константина. Из многочисленных описаний провозглашения Константина Великого августом в 306 году самое подробное принадлежит перу церковного историка Евсевия Кесарийского. Согласно Евсевию, умирающий Констанций Хлор перед смертью назвал своим преемником Константина. Затем, одетый в плащ (χλαμύς) покойного отца и окружённый его соратниками, Константин сопроводил тело Констанция к месту погребения. После этого Константин был провозглашён императором всеми присутствующими. Рассказы Лактанция и Зосима отличаются в ключевых подробностях. У Лактанция церемонию назначения производит перед армией сам Констанций, и он же надевает на Константина свой плащ. Зосим также подчёркивает роль армии, но у него события происходят после смерти Констанция. Во всех версиях подчёркивается роль плаща. В отличие от более раннего случай Дайи, передача совершается, скорее всего, в приватной обстановке, и только после этого происходит аккламация войск. Нет указаний на то, что армия требовала какого-то определённого церемониала по отношению к себе. Скорее, процедура была призвана обозначить легитимность династических претензий Константина и его готовность принять на себя обязанности своего отца. О том, как произошла передача власти также сообщает Евсевий Кесарийский:
Избрав из военных сановников (στρατωτικοων ταγματον) людей, издавна известных верностью и преданностью василевсу, таксиархи послали их возвестить кесарям о событии, и они исполнили поручение. Между тем, находящиеся в военных лагерях (στρατοπεδα) войска, узнав о смерти василевса, как бы по вдохновению свыше, будто жив был еще великий василевс, единогласно решили никого не признавать римскими автократорами креме детей его383, и вскоре положили всех их называть отныне не кесарями, а августами, – именем, которое принимается за величайший и самый высший символ верховной власти. Войска делали это, сносясь в своих мнениях и отзывах письменно, и единодушное согласие всех их в одно мгновение времени распространилось повсюду.Евсевий Кесарийский, Жизнь Константина, 68
Зосим, однако, утверждает, что помимо трёх сыновей Константина августами были названы его племянник Далмаций Старший и Ганнибалиан Младший, сын Далмация. Все пятеро были облачены в пурпур и золото и, по-видимому, состоялась их аккламация армией. Не ясно, до какой степени можно доверять рассказу Зосима, учитывая, что Далмаций и Ганнибалиан были вскоре убиты по приказу сыновей Константина.

### Солдатские императоры IV века
О четырёх случаях восшествия на престол, в которых значительную роль сыграла армия, сообщает историк IV века Аммиан Марцеллин. Юлиан был провозглашён в Галлии цезарем своим двоюродным братом Констанцием II (337—361) в ноябре 355 года. Стоя на трибунале, Констанций представил Юлиана армии как своего соправителя и возложил на него пурпурные одежды. Армия, признавая это назначение волей богов, выразила своё одобрение стуком щитов. Затем нового цезаря вместе с императором препроводили во дворец. В последующие годы Юлиан добился заметных военных и внутриполитических успехов, что привело к охлаждению его отношений с Констанцием. В 360 году император потребовал от цезаря передать значительную часть армии для войны на Востоке. Возникшее в результате недовольство привело к тому, что собравшаяся в Париже армия объявила Юлиана августом. После некоторых колебаний Юлиан согласился принять новый титул, после чего был поднят на щит и увенчан солдатским ожерельем (лат. torques) как диадемой; каждому солдату был обещан донатив. Вскоре Юлиан появился перед солдатами в полном императорском облачении и произнёс формальную речь (adlocutio). В июне 363 года Юлиан внезапно скончался во время похода в Персию. Поскольку он не позаботился о назначении наследника, а в династии Константина не было подходящих кандидатов, решение вопроса о престолонаследии потребовало немедленного вмешательства военачальников. Как сообщает Аммиан, возникло две фракции, каждая из которых выставила своего кандидата: бывшие сторонники Констанция II и соратники Юлиана из Галлии. Поскольку значение имело и вероисповедание кандидатов, согласия достичь не удалось. После отказа префекта претория Сатурния, наиболее решительные солдаты выдвинули кандидатуру командира primicerius domesticorum Иовиана, сына полководца Варрониана. Немедленно после этого он был одет в императорское одеяние и провозглашён «Иовианом августом» (Jovianus Augustus). В описании не скрывавшего свои языческие симпатии Аммиана избрание христианина Иовиана выглядит спорным и случайным событием, не отражающим мнение большинства. В прочих источниках, существенно менее подробных, избрание Иовиана представляется как результат всеобщего согласия.
17 февраля 364 года, возвращаясь из Персии в Константинополь, Иовиан внезапно умер, так же не назначив наследника. Два дня спустя военные и гражданские лидеры собрались в Никее. Несколько кандидатов после обсуждения были отвергнуты как неподходящие или находящиеся слишком далеко от столицы. В конце концов, после повторного отказа Сатурния занять престол был избран Валентиниан I (364—375), сын видного военачальника Грациана Старшего. В отличие от Иовиана, Валентиниан был известен собственными заслугами. В результате его избрание было единодушным, и Аммиан пишет о нём в существенно более положительном тоне. 25 февраля, прибыв в Никею из Анкиры, Валентиниан принял власть над империей после формальной аккламации. Валентиниана, одетого в пурпур и с диадемой на голове приветствовала собравшаяся на площади армия. Когда он поднял руку, готовясь произнести речь, в толпе началось роптание и стали звучать требования тут же назначить соправителя, дабы не повторять тех же проблем, что возникли после смерти Юлиана и Иовиана. В своей речи (adlocutio) Валентиниан призвал армию к терпению и пообещал, что он рассмотрит подходящие кандидатуры и вскоре примет решение. 28 марта новый император своим соправителем назначил своего брата Валента (364—378). По словам Аммиана он, «при всеобщем одобрении, — по крайней мере никто не смел возразить, — провозгласил его Августом. Облачив его в императорские одежды и повязав диадему на его голове, он привез его во дворец в одной колеснице с собой как законного соправителя». Как подчёркивает автор, несмотря на равенство в титулах, Валент занял подчинённое положение, и их назначения имеют разную символическую наполненность. Валентиниан был избран советом военных и гражданских чиновников, его избрание было божественным образом санкционировано. Вначале он был представлен (pronuntiatio) собравшимся на плацу (campus) солдатам — словом comitia Аммиан подчёркивает, что в данном случае армия выступает в качестве римского народа. В какой-то момент, во время аккламации или после adlocutio, солдаты принесли клятву новому императору. Процедура назначения соправителя существенно проще, и напоминает более ранний случай Констанция II и Юлиана, и более поздний Валентиниана и Грациана (375—383).
В июле 364 года братья согласовали разделение империи: Валентиниан взял себе Запад, тогда как необразованному, не владеющему греческим языком, простому балканскому солдату Валенту достался Восток. Уже в следующем году легитимность новой системы была подвергнута сомнению, когда претендовавший на родство с предыдущей династией Прокопий объявил себя императором в Константинополе. Несмотря на поддержку вдовы и дочери Констанция II, узурпатору не удалось заручиться поддержкой значительной части армии. В начале 366 года Валентиниан сделал первый шаг в направлении подготовки передачи власти следующему поколению, назначив консулом своего шестилетнего сына Грациана. В августе 368 года, серьёзно заболев, он сделал мальчика августом — поэт Децим Магн Авсоний сравнивал новую конфигурацию с Троицей и выражал надежду, что Грациан унаследует всю империю от отца и дяди.

### Лев I

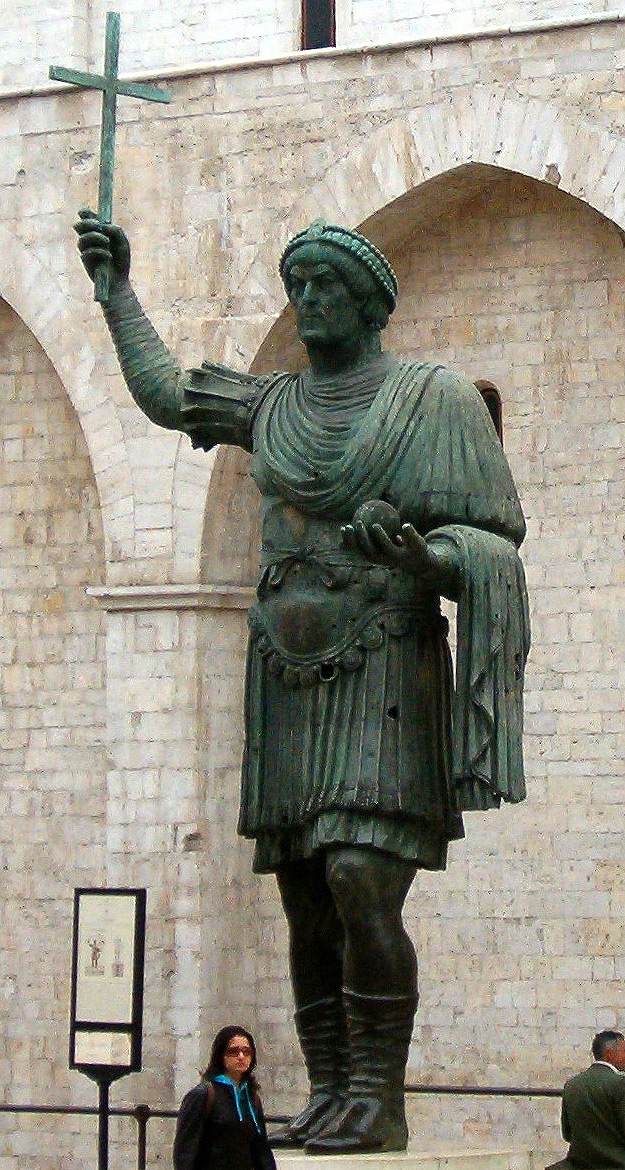
Возможно, облачение Льва I на коронации было сходно с тем, в котором изображена статуя в Барлетте.

О коронациях императоров V—VI веков известно из утраченного труда Петра Патрикия, фрагменты которого включил в свой трактат «О церемониях» император Константина Порфирородного (913—959). Информация об этих церемониях важна для понимания развития представлений об источниках и характере императорской власти. Сабина Маккормак полагает неслучайным, что первой описанной коронацией стали торжества в честь императора Льва I Макеллы (457—474), не имевшего ни родственных, ни брачных связей с предшествующей династией. По мнению историка, именно в этот период оформилась византийская политическая концепция передачи власти, начавшая складываться в III—IV веках. Сведения Петра Патрикия дополняются Пасхальной хроникой VII века. Поскольку как Лев, так и приведший его к власти Аспар были полководцами, вся церемония имеет выраженный военный характер.
После того, как сенат проголосовал в пользу Льва, в четверг 7 февраля 457 года патриарх Анатолий, придворные (др.-греч. άρχοντες), схоларии и солдаты гарнизона собрались на Марсовом поле в предместье Евдом (современный район Стамбула Бакыркёй) столицы, где 12 дней назад они провожали в последний путь императора Маркиана (450—457). Войска опустили знамёна к земле. Там многие из них начали призывать Льва занять престол именем народа, сената и армии. Под эти крики Лев, в это время занимавший пост комита и трибуна маттиариев вышел и поднялся на трибунал. Затем кампидуктор (лат. campiductor) Бусальг возложил на его голову свою золотую цепь (др.-греч. μανιάκης, лат. torques), в то время как другой кампидуктор Олимпий дал такую же цепь ему в правую руку. Были разом подняты знамёна и все провозгласили Льва августом, назначенным Богом и находящимся под Божьей защитой.
Сразу же после этого находящегося на трибунале Льва окружил отряд из выстроившихся черепахой 40 кандидатов и, скрытый их щитами, он облачился в палудаментум, императорскую одежду и диадему, и, вооружённый копьём и щитом, принял поклонение (др.-греч. πρσεκυνήθη) придворных. Затем, через глашатая, он обратился к собравшимся с словами «Бог всемогущий и решение ваше, храбрейшие соратники, избрали меня императором государства ромеев». В сходном виде процедура коронации прослеживается как минимум с 360 года, когда Юлиан Отступник (361—363) был коронован в Париже. Выданная им тогда каждому солдату сумма в 5 номисм и фунт серебра, приводится и в сообщениях о коронациях V и VI веков, присутствует сообщение о выдаче этих средств и в рассказе о коронации Льва. Последним императором, коронованным по старому церемониалу, был Юстин II (565—578). К его преемникам Тиберию II (578—582) и Маврикию (585—602), как к соправителям своих предшественников, эта процедура не применялась. Дальнейшие приветственные крики император прекратил словами «Да будет с вами Бог». После этого патриарх покинул Евдом и отправился в город, чтобы подготовить встречу императора в соборе Святой Софии, а Лев, в сопровождении патрикиев, направился в мутаторий. Там он выдал представителям схолариев полагающиеся им подарки, оставил там корону и проследовал затем в походную церковь, где помолился. После этого он на белом коне возглавил шествие в расположенный там же храм Иоанна Крестителя. Там он вновь снял корону в мутатории и возложил её затем на престол. Выйдя из церкви он сел на коня и направился во дворец Елены. Там император переоделся в парадные одежды и на колеснице отправился в собор Святой Софии. Там он возложил свою корону на алтарь, после чего патриарх возложил её обратно ему на голову, что является первым известным примером участия представителя церкви в церемонии коронации. Исследователи связывают это с тем, что данное событие было первым после состоявшегося в 451 году Вселенского Халкидонского собора, после которого роль патриарха заметно возросла. Однако в данной церемонии это был, вероятно, не самый важный эпизод.
Последующие императоры проводили свои коронации в пределах города, на Ипподроме.

## Церемониальная составляющая

### Поднятие на щит
Другим обязательным элементом церемонии было поднятие императора на щит, о котором известно начиная с императора Льва I (457—474). В XV веке архиепископ Симеон Солунский объяснял символизм этой процедуры следующим образом: поднятие императора на солдатский щит возносит его над армией и народом, делая его главнокомандующим и правителем. Согласно Э. Канторовичу, церемония поднятия на щит в ходе коронации византийского императора восходит к прослеживаемому с начала II века в Римской империи солнечному культу, который с принятием христианства распространился на Иисуса Христа. Традиция такого отождествления прослеживается Канторовичем у церковного писателя IV века Исаака Сирина, придворного поэта VI века Кориппа и монахини-поэтессы IX века Кассии. В такой интерпретации поднятие на щит интерпретировалось как «богоявление» нового императора, явление его не только народу, но и всему миру. Описание церемонии в трёх вариациях (назначение цезаря и нобилиссимусов, церемонии встречи дексимон и на ипподроме).

### Возложение инсигний и помазание на царство
Согласно подневизантийским источникам, в канун дня коронации император вместе со свитой направлялся со свитой из своей постоянной резиденции во Влахернах в Большой императорский дворец, где проводил ночь. Там он собственноручно писал свой Символ веры, по следующему шаблону: «Такой-то, во Христе Боге верный василевс и автократор Римлян, написал собственной рукой …». Согласно «Трактату о должностях», собственно Символ начинался со слов «Верую во единого Бога Отца Вседержителя, Творца неба и земли, всего того, что видимо и невидимо». Этот документ, подписанный будущим императором, передавался патриарху в примыкающем к собору Святой Софии триклинии, перед которым «стоит толпа и армия». Затем один из членов синклита разбрасывал в толпу эпикомпии — «куски ткани, в которые обмотаны 3 золотых номисмы, 3 монеты серебра и 3 обола». Начиная с Феодосия Великого (379—395) главным актом, совершаемым в ходе коронации, было возложение на императора знаков императорской власти, хламиды и короны, патриархом.

## Место проведения
Избрание Валентиниана I армией в 364 году произошло достаточно спонтанно в Никее, однако в дальнейшем торжество перемещается ближе к столице. Местом коронаций императоров в IV—V веках являлся Трибунал, расположенный в константинопольском предместье Евдом. Это была возвышенная каменная платформа, воздвигнутая в 364 году наряду с другими постройками и статуями для коронации младшего брата Валентиниана, Валента (364). Затем здесь короновались все императоры вплоть до Василиска (475). В дальнейшем для этой цели Евдом использовался не регулярно: Маврикий (582), Фока (602), Лев V Армянин (813) и Никифор Фока (963).

## Состояние источников

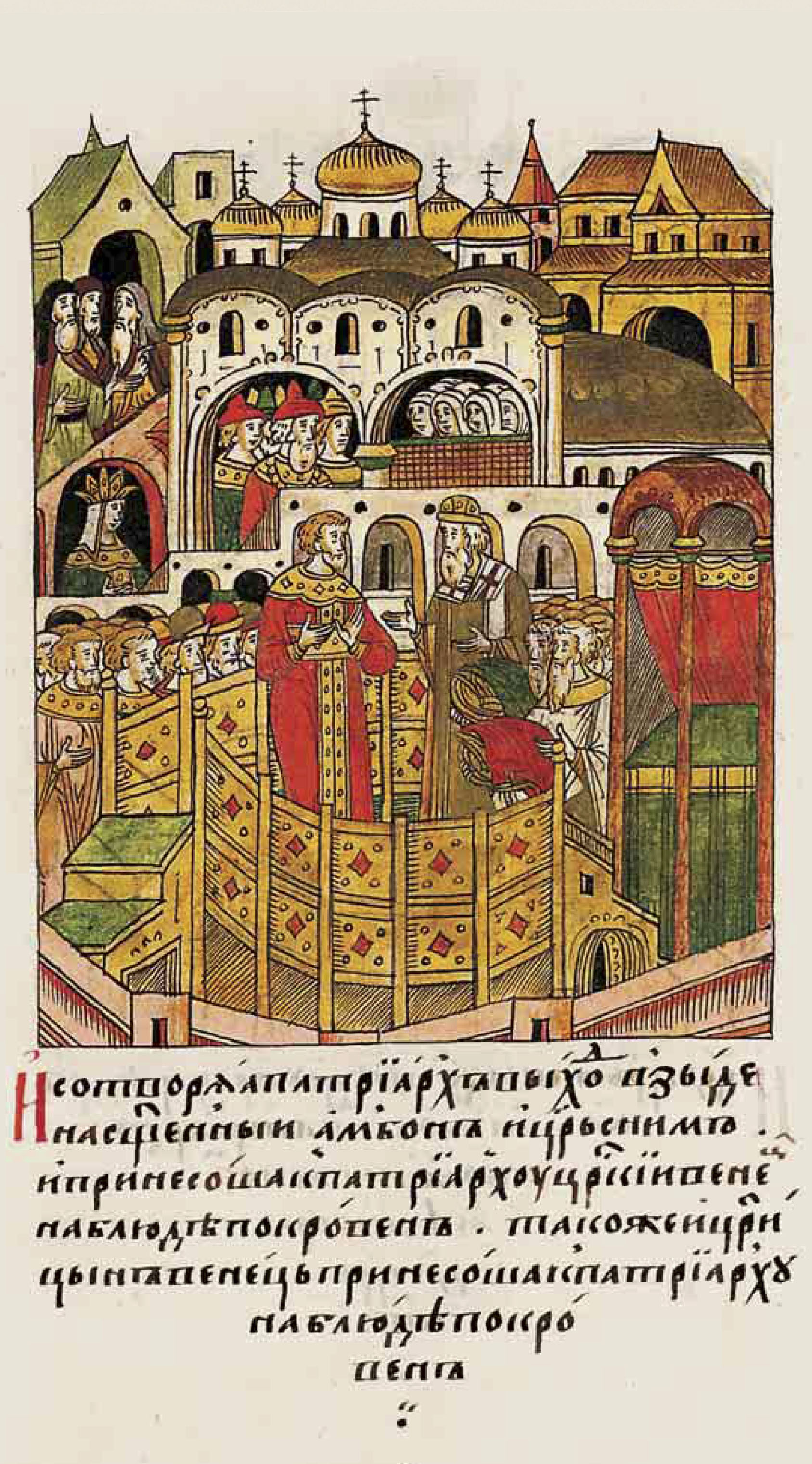
Лицевой летописный свод: «И сотворяя выход, патриарх взошел на священный амвон, и царь с ним, и принесли к патриарху царский венец на блюде, покровенный. Так же и царицын венец принесли к патриарху на блюде, покровенный»

К XIV веку коронационный церемониал достиг наивысшей стадии своего развития. К этому времени относятся четыре основных источника, основным из которых является «Трактат о должностях» псевдо-Кодина. Содержащееся в этом документе описание является более полным, чем в «Книге церемоний». Изданная Х. Лопаревым флорентийская рукопись сохранилась не полностью и рассматривает только вторую часть церемонии. Ещё два текста посвящены конкретным коронациям: включенный в «Историю» Иоанна Кантакузина рассказ о коронации Андроника III в 1325 году и записки русского путешественника Игнатия Смолянина о возложении венца на голову Мануила II Палеолога в 1392 году. Рассказ Игнатия, включён в русский Лицевой летописный свод в раздел, рассказывающий о путешествии киевского митрополита Пимена в Царьград, содержит большое количество иллюстраций. Ценность двух последних текстов относительно не велика, таким образом трактат псевдо-Кодина является основным источником для позднего периода.

## Примечание
Комментарии
1. ↑  Существовало два легиона палатинов с таким названием, «старшие» и «младшие» маттиарии (лат. Mattiarii seniores et juniores)

Источники и использованная литература
1. 1 2  Hebblewhite, 2017, p. 140.
2. ↑  Чекалова, 2003, с. 6.
3. ↑  Ebersolt, 1917, pp. 18—19.
4. ↑  MacCormack, 1981, p. 161.
5. ↑  MacCormack, 1981, p. 162.
6. ↑  Drijvers, 2008, p. 276.
7. ↑  Campbell, 1984, pp. 122—127.
8. ↑  Hebblewhite, 2017, pp. 140—141.
9. ↑  Hebblewhite, 2017, pp. 141—142.
10. 1 2  Hebblewhite, 2017, p. 142.
11. ↑  Hebblewhite, 2017, pp. 143—144.
12. ↑  Hebblewhite, 2017, p. 144.
13. ↑  Drijvers, 2008, p. 279.
14. ↑  Drijvers, 2008, pp. 281—284.
15. ↑  Lenski N. The Election of Jovian and the Role of the Late Imperial Guards // Klio. — 2000. — Vol. 82, № 2. — P. 492—515.
16. ↑  Аммиан, XXVI,4,3
17. ↑  Drijvers, 2008, pp. 284—287.
18. ↑  Drijvers, 2008, pp. 287—289.
19. ↑  Errington, 2006, p. 25.
20. 1 2  Siebigs, 2010, p. 205.
21. 1 2 3  Острогорский, 1973.
22. ↑  MacCormack, 1981, p. 164.
23. ↑  Siebigs, 2010, p. 202.
24. ↑  Siebigs, 2010, p. 201.
25. ↑  Бибиков, 2006, с. 41.
26. ↑  Бибиков, 2006, с. 42.
27. ↑  Boak, 1919, p. 38.
28. ↑  Ebersolt, 1917, pp. 19—21.
29. ↑  Kantorowicz, 1963, p. 119.
30. ↑  Kantorowicz, 1963, p. 135.
31. ↑  Kantorowicz, 1963, pp. 149—152.
32. ↑  Kantorowicz, 1963, p. 153.
33. ↑  Поляковская, 2011, с. 102—104.
34. ↑  Поляковская, 2003, с. 315.
35. ↑  Ebersolt, 1917, p. 19.
36. ↑  Janin, 1950, p. 409.
37. ↑  Поляковская, 2011, с. 100—101.

### Первичные источники
- Аммиан Марцеллин. Римская история / Пер. Ю. А. Кулаковского и А. И. Сонни под ред. Л. Ю. Лукомского. — СПб.: Алетейя, 1994. — 558 с. — (Серия «Античная библиотека». Раздел «Античная история»). — 5000 экз.
- Анна Комнина. Алексиада. — СПб.: Алетейя, 1996. — 704 с. — ISBN 5-89329-006-X.
- Никифор Григора. История ромеев. — СПб.: Своё издательство, 2013. — Т. I. — 438 с. — ISBN 978-5-4386-0136-4.
- Лиутпранд Кремонский. Антаподосис; Книга об Оттоне; Отчет о посольстве в Константинополь = пер. И. Дьяконов. — М.: Русская панорама, 2006. — 192 с. — 1200 экз. — ISBN 5-93165-160-8.
- Михаил Пселл. Хронография. Краткая история / Любарский Я. Н.. — СПб.: Алетейя, 2003. — 397 с. — ISBN 5-89329-594-3.
- Продолжатель Феофана. Жизнеописания византийских царей / изд подготовил Любарский Я. Н.. — 2 изд.. — СПб.: Алетейя, 2009. — 400 с. — (Византийская библиотека. Источники). — ISBN 978-5-91419-146-4.
- Феофан Исповедник. Летопись византийца Феофана от Диоклетиана до царей Михаила и сына его Феофилакта. — М., 1884.
- Pseudo-Kodinos. Traité des offices / Verpeaux J.. — Paris, 1966. — 420 p.

### Исследования
на английском языке
- Boak A. E. R. Imperial Coronation Ceremonies of the Fifth and Sixth Centuries // Harvard Studies in Classical Philology. — Department of the Classics, Harvard University, 1919. — Т. 30. — С. 37—47. — doi:10.2307/310612.
- Brightman F. E. Byzantine Imperial Coronations // Journal of Theological Studies. — 1901. — Т. 2, № 7. — С. 359—392.
- Campbell J. B. The Emperor and the Roman Army. 31BC—AD235. — Oxford : Clarendon Press, 1984. — 457 p.
- Court Ceremonies and Rituals of Power in Byzantium and the Medieval Mediterranean: Comparative Perspectives. — BRILL, 2013. — 604 p. — ISBN 978-90-04-25815-0.
- Drijvers J. W. Imperial Succession in Ammianus Marcellinus // Die Legitimation der Einzelherrschaft im Kontext der Generationenthematik. — 2008. — Т. 251. — P. 275—293. — (Beiträge zur Altertumskunde). — ISBN 978-3-11-020991-4.
- Errington R. Roman Imperial Policy from Julian to Theodosius. — 2006. — 336 p. — ISBN 978-0-8078-3038-3.
- Hebblewhite M. The Emperor and the Army in the Later Roman Empire, AD 235–395. — Routledge, 2017. — 240 p. — ISBN 978-1-315-61601-8.
- Kantorowicz E. H. Oriens Augusti. Lever du roi // Dumbarton Oaks Papers. — Dumbarton Oaks, 1963. — Т. 17. — С. 117—177. — JSTOR 1291193.
- MacCormack S. G. Art and Ceremony in the Late Antiquity. — Unisersity of California Press, 1981. — 417 p. — ISBN 0-520-03779-0.
- Miller D. B. The Coronation of Ivan IV of Moscow // Jahrbücher für Geschichte Osteuropas. — 1967. — Т. 15, № 4. — JSTOR 41043385.
- Walter Ch. Raising on a shield in Byzantine iconography // Revue des études byzantines. — 1975. — Т. 33. — С. 133—176. — doi:10.3406/rebyz.1975.2028.

на немецком языке
- Sickel W. Das byzantinische Krönungsrecht bis zum 10. Jarhundert // Byzantinische Zeitschrift. — Leipzig, 1898. — Т. 7. — С. 511—557.
- Siebigs G. Kaiser Leo I: Das oströmische Reich in den ersten drei Jahren seiner Regierung (457 - 460 n. Chr.). — Walter de Gruyter, 2010. — 1076 p. — ISBN 978-3-11-022584-6.

на русском языке
- Бибиков М. В. «Великие василевсы» Византийской империи: к изучению идеологии и эмблематики сакрализации власти // Н.А. Хачатурян Священное тело короля. Ритуалы и мифология власти. — М.: Наука, 2006. — С. 29—51. — ISBN 5-02-010330-6.
- Вернадский Г. В. Византийские учения о власти императора и патриарха // Сборник статей, посвященных памяти Н.П.Кондакова. — Прага, 1926. — С. 143—154.
- Жаворонков П. И. Избрание и коронация никейских императоров // Византийский временник. — М.: Наука, 1988. — № 49. — С. 55—59.
- Острогорский Г. А. Эволюция византийского обряда коронования // Византия. Южные славяне и Древняя Русь. Западная Европа: Искусство и культура. — М.: Наука, 1973. — С. 33—42.
- Поляковская М. А. Император и народ в Византии XIV в. в рамках церемониального пространства // Античная древность и средние века. — 2003. — Вып. 34. — С. 314—321.
- Поляковская М. А. Византийский дворцовый церемониал XIV в.: "Театр власти". — Екатеринбург : Издательство Уральского университета, 2011. — 344 с. — ISBN 978-5-7-7996-0644-2.
- Ульянов О. Г. О времени возникновения инаугурационного миропомазания в Византии, на Западе и в Древней Руси // Русь и Византия: Место стран византийского круга во взаимоотношениях Востока и Запада: Тезисы докладов XVIII Всероссийской научной сессии византинистов. — М.: ИВИ РАН, 2008. — С. 133—140. — ISBN 5-94067-244-2.
- Чекалова А. А. Архонты и сенаторы в избрании византийского императора (IV—первая половина VII в.) // Византийский временник. — 2003. — Т. 62. — С. 6—20.

на французском языке
- Demangel R. Contribution à la topographie de l’Hebdomon // Recherches françaises en Turquie. — Paris, 1945. — Т. 3.
- Ebersolt J. Mélanges d'histoire et d'archéologie byzantines // . — Paris, 1917. — 128 p. — (Revue de l'histoire des religions).
- Janin R. Constantinople Byzantine. — Paris, 1950. — 482 p.
- Raybaud L. P. Le gouvernement et l'administration centrale de l'Empire byzantin sour les premiers Paléologues (1258-1354). — Paris, 1968. — 293 p.